# Frank Lutz
Frank Lutz (* 6. Januar 1946 in Bremen; † 19. August 2001 in Bremen) war ein deutscher Rechtsanwalt und Politiker der CDU.

## Biografie

### Ausbildung und Beruf
Lutz besuchte das Gymnasium und studierte Rechtswissenschaften an der Universität Heidelberg. Er promovierte zum Dr. iuris utriusque (Doktor beider Rechte). Nach dem Ableisten seiner Wehrpflicht, wo er zuletzt als Leutnant der Reserve fungierte, bekleidete er von 1975 an das Amt des Geschäftsführers der Industrie- und Handelskammer für Ostfriesland und Papenburg. 1980 wechselte er von Emden nach Frankfurt am Main zum Bundesverband des Pharmazeutischen Großhandels, wo er drei Jahre lang als Hauptgeschäftsführer fungierte. Danach kehrte er in seine Heimatstadt Bremen zurück und arbeitete dort als Rechtsanwalt und Notar (Kanzlei Dr. Lutz & Kollegen).
Lutz war verheiratet und hatte ein Kind.

### Politik
Erste politische Erfahrungen sammelte Lutz während seiner Studienzeit: Er gehörte dem Studentenparlament der Universität Heidelberg an, wo er die Funktion des Sprechers der Heidelberger Demokratischen Studentenunion ausübte.
Er war seit 1975 Mitglied der Bremer CDU. Von 1983 bis 1998 war er Landesvorsitzender der Mittelstands- und Wirtschaftsvereinigung in Bremen, danach war er Ehrenmitglied der MIT.
Er war für die CDU von 1991 bis 2001 (†) in der 13., 14. und 15. Wahlperiode zehn Jahre lang Mitglied der Bremischen Bürgerschaft und in der Bürgerschaft in verschiedenen Deputationen und Ausschüssen (u. a. Rechtsausschuss, Richterwahlausschuss, Wahlprüfungsgericht) tätig.
Seit 1957 war er Mitglied des Corps Rhenania Heidelberg.